# 白夜伝説
宝塚クラシカル・ファンタジー『白夜伝説』（びゃくやでんせつ）は宝塚歌劇団の作品。15場。
星組公演。作・演出は谷正純。
併演作品は『ワンナイト・ミラージュ』。
紫苑ゆうと白城あやかのトップコンビのお披露目公演であった。

## 公演期間と公演場所
- 1992年5月15日 - 6月30日[3]（新人公演：6月12日[4]）　宝塚大劇場
- 1992年8月2日 - 8月29日[5]（新人公演：8月18日[4]）　東京宝塚劇場

## スタッフ
※氏名の後ろに「宝塚」、「東京」の文字がなければ両公演共通
- 作曲・編曲：吉崎憲治、高橋城
- 音楽指揮：岡田良機（宝塚）、清川知巳（東京）
- 振付：尚すみれ
- 装置：関谷敏昭
- 衣装：任田幾英
- 照明：今井直次
- 小道具：伊集院徹也
- 効果：三尾典正
- 音響監督：松永浩志
- 演技指導：村田冨久
- 演出助手：中村一徳、藤井大介
- 装置補：新宮有紀
- 衣装補：田口美香
- 制作担当：横山美次（東京）
- 制作：小林公一

## 主な配役
※「（）」の人物は新人公演・配役。不明点は省略。
- オーディン - 紫苑ゆう（絵麻緒ゆう）
- フレイヤ - 白城あやか（陵あきの）
- ガイ - 麻路さき（神田智）
- シルビア - 洲悠花（星奈優里）
- ビリング - 葉山三千子（京極彩之）
- アイザック - 夏美よう（雅景）
- アバァロン - 鞠村奈緒（麻央りつき）
- ブラウニー - 稔幸（希佳）
- クラウニー - 湖月わたる（久城彬）
- ハティ - 千珠晄
- ラティ - 希波千愛
- ロキ - 一樹千尋
- ベルガー - 絵麻緒ゆう
- クルガー - 神田智
- セルガー - 英真なおき
- ミーミル - 花總まり（白鳥ゆりえ）
- ジェントル・ロビン - 千秋慎
- レッド・キャップ・ティナ - 乙原愛
- リルム・ピクシーの声 - 出雲綾
- ヨック - 羽衣蘭
- モック - 万理沙ひとみ